# Isidro Gomá y Tomás
Isidro Gomá y Tomás, španski rimskokatoliški duhovnik, škof in kardinal, * 19. december 1869, La Riba, † 22. avgust 1940.

## Življenjepis
8. junija 1895 je prejel duhovniško posvečenje.
20. junija 1927 je bil imenovan za škofa Tarazone; 2. oktobra je prejel škofovsko posvečenje in 15. oktobra istega leta je bil ustoličen.
Decembra 1927 je postal apostolski administrator Tudele in 12. aprila 1933 je bil imenovan za nadškofa Toleda; junija istega leta je odstopil s tuledskega položaja. 
16. decembra 1936 je bil povzdignjen v kardinala in imenovan za kardinal-duhovnika S. Pietro in Montorio.